# Sauðdalsfell
Sauðdalsfell är ett berg i republiken Island. Det ligger i regionen Austurland, 400 km öster om huvudstaden Reykjavík. Toppen på Sauðdalsfell är 1 126 meter över havet.
Runt Sauðdalsfell är det glesbefolkat, med 9 invånare per kvadratkilometer. Närmaste större samhälle är Reyðarfjörður, nära Sauðdalsfell. Trakten runt Sauðdalsfell består i huvudsak av gräsmarker.